# Renato Bonajuto
Renato Bonajuto (Novara, 4 settembre 1979) è un regista teatrale italiano.

## Biografia
Inizia la sua carriera come assistente di Beppe de Tomasi lavorando nei teatri italiani ed esteri. Nel 2004 diventa assistente di Luciano Pavarotti per “La bohème” di Giacomo Puccini al Teatro della Fortuna di Fano.
Ha curato regie d'opera lirica come “Il matrimonio segreto” di Domenico Cimarosa e “La traviata” di Giuseppe Verdi al Teatro Arriaga di Bilbao, “Il Barbiere di Siviglia” di Gioachino Rossini al Teatro Coccia di Novara, “Carmen” di Georges Bizet al Teatro della Fortuna di Fano, “Rigoletto” di Giuseppe Verdi al Teatro Goldoni di Livorno, “Aida” allo stadio di San Siro di Milano, Pagliacci di Ruggero Leoncavallo ad Ascoli Piceno. Dal 2009 è ospite dei Festival estivi di Firenze (Opera Festival), Massa Marittima (Lirica in piazza), Sarzana (Spiros Argiris). Presenza abituale in giurie di concorsi di canto internazionali ha tenuto masterclass presso i conservatori di Potenza e Darfo Boario Terme, Cantiere lirico di Livorno, Opera studio LTL (circuito dei teatri toscani) e ha preparato i finalisti dei concorsi “Spiros Argiris” di Sarzana, “Ritorna Vincitor di Ercolano, "Gianluca Ricci" di Cattolica. Nel 2006 cura e allestisce la mostra "Mafalda Favero una donna, una voce". Inoltre collabora con Pippo Baudo per riportare la Lirica in tv, nelle trasmissioni di Rai 1 "Tribute - Serata d'onore" (2009) e "Tour de chant" di Domenica in (2010).
Nel 2012 assieme a Renato Bruson allestisce l'opera Falstaff di Verdi. Nel 2013 all'opera di stato di Istanbul mette in scena de L'impresario teatrale di Mozart e Prima la musica e poi le parole di Salieri, inaugura la stagione lirica del Teatro Verdi (Pisa) con La forza del destino di Verdi e al Teatro Ventidio Basso di Ascoli Piceno allestisce Un ballo in maschera. Nel 2014 firma le regie di Pinocchio, opera lirica di Nathalia Valli, al Teatro Verdi (Pisa) in collaborazione col Festival Puccini di Torre del lago, Tosca di Giacomo Puccini al Teatro Goldoni di Livorno, Il Barbiere di Siviglia all'Ente Luglio Musicale Trapanese, La Traviata al Teatro Sociale di Mantova e Madama Butterfly al Teatro Bonci di Cesena. Nel 2015 mette in scena Cendrillon di Pauline Viardot e Turandot di Puccini al Luglio Musicale Trapanese, La voix humaine di Francis Poulenc con protagonista Tiziana Fabbricini al Festival Orizzonti di Chiusi.  Inaugura la stagione lirica del Teatro Goldoni di Livorno con "La Traviata" e mette in scena al Teatro Verdi di Pisa  "Il convitato di pietra"di Giacomo Tritto. Dal 2012 al 2022 ha ricoperto l'incarico di casting manager e segretario artistico del Teatro Coccia di Novara.